# Frankfort (Míchigan)
Frankfort es una ciudad ubicada en el condado de Benzie en el estado estadounidense de Míchigan. En el Censo de 2010 tenía una población de 1690 habitantes y una densidad poblacional de 0,41 personas por km².

## Geografía
Frankfort se encuentra ubicada en las coordenadas 44°38′13″N 86°13′55″O / 44.63694, -86.23194. Según la Oficina del Censo de los Estados Unidos, Frankfort tiene una superficie total de 4097.36 km², de la cual 3587.12 km² corresponden a tierra firme y (12.45%) 510.23 km² es agua.

## Demografía
Según el censo de 2010, había 1690 personas residiendo en Frankfort. La densidad de población era de 0,41 hab./km². De los 1690 habitantes, Frankfort estaba compuesto por el 71.78% blancos, el 0.83% eran afroamericanos, el 1.54% eran amerindios, el 0.83% eran asiáticos, el 0% eran isleños del Pacífico, el 0.18% eran de otras razas y el 0.95% pertenecían a dos o más razas. Del total de la población el 1.54% eran hispanos o latinos de cualquier raza.